# 史丹 (足球运动员)
史丹（1980年12月3日—），女，辽宁沈阳人，中国前足球运动员，中国国家女子足球队成员，曾代表中国参加2004年夏季奥运会女子足球比赛。现为深圳市龙岗区戒毒所的一名警察。